# 比安基分类
数学中，比安基分类（Bianchi classification），以路易吉·比安基命名，将3维实李代数分为11类，其中9个是单独的组，另两类具有连续统同构类。（有两个组有时也包含在无穷族中，从而分为9类。）“比安基分类”也用于其它维数的类似分类。

## 小于3维之分类
- 0维：惟一的李代数是阿贝尔李代数 R0。
- 1维：惟一的李代数是阿贝尔李代数 R1，其外自同构群是非零实数群。
- 2维：有两个李代数：

(1) 阿贝尔李代数 R2，其外自同构群为 GL2(R)。
(2) 秩为零的 2×2 上三角矩阵组成的可解李代数，其单连通群有平凡的中心外自同构群的阶数为2。

## 3维分类
所有3维李代数除了 VIII 型与 IX 型可以构造为 R2 与 R 的半直积，其中 R 通过某个 2×2 矩阵作用在 R2 上。不同类型对应与矩阵 M 的不同类型，具体描述如下。
- I 型：这是阿贝尔幺模李代数 R3。其单连通群具有中心 R3，外自同构群 GL3(R)。这是 M 等于 0 的情形。
- II 型：幂零幺模：海森伯代数。单连通群有中心 R，外自同构群 GL2(R)。这是 M 幂零但不等于 0 的情形（所有本征值为零）。
- III 型：可解非幺模。这个代数是 R 与 2 维非阿贝尔李代数的直积。（它是 VI 型的极限情形，其中一个本征值变成零。）单连通群有中心 R，外自同构群为非零实数群。矩阵 M 的本征值一个为零另一个非零。
- IV 型：可解幺模。[y,z] = 0，[x,y] = y，[x, z] = y + z。单连通群有平凡中心，外自同构群为实数与一个2阶群的乘积。矩阵 M 有两个相等非零本征值，但不是半单的。
- V 型：可解非幺模。[y,z] = 0，[x,y] = y，[x, z] = z。（VI 型的一种极限情形，两个本征值相等。）单连通群有平凡中心，外自同构群为 GL2(R) 中行列式为 +1 或 −1 的元素。矩阵 M 有两个相等的本征值，且是半单的。
- VI 型：可解非幺模。一个无穷类。R2 被 R 的半直积，这里矩阵 M 的两个本征值为非零，和也非零的不相等实数。但连通群中心平凡，外自同构群为非零实数与一个二阶群的乘积。
- VI0 型：可解幺模。这个李代数是 R2 被 R 的半直积，这里 M 的本征值非零不等，和为零。它是二维闵可夫斯基空间等距群的李代数。单连通群有平凡中心，外自同构群是正实数与8阶二面体群的乘积。

- VII 型：可解非幺模。无穷类。R2 被 R 的半直积，这里矩阵 M 的本征值非实数非纯虚数。单连通群中心平凡，外自同构群为非零实数。
- VII0 型：可解幺模。R2 被 R 的半直积，这里矩阵 M 的本征值非零纯虚数。这是平面等距群的李代数。但连通群具有中心 Z，外自同构群是非零实数与一个2阶群的乘积。
- VIII 型：半单幺模。李代数 sl2(R) 秩零 2×2 矩阵。单连通群有中心 Z，外自同构群阶数为2。
- IX 型：半单幺模。正交群 O3(R) 的李代数。单连通群中心阶数为2，外自同构群平凡，这是一个自旋群。

3维复李代数的分类是类似的，除了 VIII 型与 IX 型变成同构的，以及 VI 型与 VII 型都成为单独一类李代数的一部分。
连通3维李群可做如下分类：它们是对应单连通李群由中心的一个离散子群的商群，故可以由上表得出。
这些群都与瑟斯顿几何化猜想的八几何有关。更确切地，八几何中的七种可以实现为单连通群上的一个左不变度量（有时不止一种方式）。瑟斯顿 S2×R 型几何不能用这种方式实现。

## 结构常数
每个三维比安基空间有三个基灵向量 {\displaystyle \xi _{i}^{(a)}}，服从如下性质：
{\displaystyle \left({\frac {\partial \xi _{i}^{(c)}}{\partial x^{k}}}-{\frac {\partial \xi _{k}^{(c)}}{\partial x^{i}}}\right)\xi _{(a)}^{i}\xi _{(b)}^{k}=C_{\ ab}^{c}}
这里 {\displaystyle C_{\ ab}^{c}} 是群的“结构常数”，形成一个常秩3张量，在其两个下指标反对称。对任意三维比安基空间，{\displaystyle C_{\ ab}^{c}} 由关系
{\displaystyle C_{\ ab}^{c}=\varepsilon _{abd}n^{cd}-\delta _{a}^{c}a_{b}+\delta _{b}^{c}a_{a}}
给出，这里 {\displaystyle \varepsilon _{abd}} 是列维-奇维塔符号，{\displaystyle \delta _{a}^{c}} 是克罗内克δ，向量 {\displaystyle a_{a}=(a,0,0)} 与对角张量 {\displaystyle n^{cd}} 在下表中描述，其中 {\displaystyle n^{(i)}} 给出 {\displaystyle n^{cd}} 的第 i 个本征值；参数 a 跑遍所有正实数：
| 比安基类型 | {\displaystyle a} | {\displaystyle n^{(1)}} | {\displaystyle n^{(2)}} | {\displaystyle n^{(3)}} | 注                                        |
| ---------- | ----------------- | ----------------------- | ----------------------- | ----------------------- | ----------------------------------------- |
| I          | 0                 | 0                       | 0                       | 0                       | 描述了欧几里得空间                        |
| II         | 0                 | 1                       | 0                       | 0                       |                                           |
| III        | 1                 | 0                       | 1                       | -1                      | 包含子情形 VIa 型，当 {\displaystyle a=1} |
| IV         | 1                 | 0                       | 0                       | 1                       |                                           |
| V          | 1                 | 0                       | 0                       | 0                       | 超伪球面为特例                            |
| VI0        | 0                 | 1                       | -1                      | 0                       |                                           |
| VIa        | {\displaystyle a} | 0                       | 1                       | -1                      | 当 {\displaystyle a=1}，等价于 III 型     |
| VII0       | 0                 | 1                       | 1                       | 0                       | 欧几里得空间为特例                        |
| VIIa       | {\displaystyle a} | 0                       | 1                       | 1                       | 超伪球面为特例                            |
| VIII       | 0                 | 1                       | 1                       | -1                      |                                           |
| IX         | 0                 | 1                       | 1                       | 1                       | 超球面为特例                              |

## 宇宙学应用
在宇宙学中，这个分类应用于 3+1 维齐性时空。弗里德曼-勒梅特-罗伯逊-沃尔克度量是各向同性的，它是 I 型 V 型 与 IX 型的一种特例。一个比安基 IX 型宇宙的特例包含卡斯纳度量与陶布度量。

## 比安基空间的曲率
比安基空间的里奇张量可以分离为与空间相伴的基向量与一个与坐标无关的张量的乘积。
对一个给定的度量 {\displaystyle ds^{2}=\gamma _{ab}\xi _{i}^{(a)}\xi _{k}^{(b)}dx^{i}dx^{k}}（这里 {\displaystyle \xi _{i}^{(a)}dx^{i}} 是1-形式），里奇张量 {\displaystyle R_{ik}} 为
{\displaystyle R_{ik}=R_{(a)(b)}\xi _{i}^{(a)}\xi _{k}^{(b)}}
{\displaystyle R_{(a)(b)}={\frac {1}{2}}\left[C_{\ \ b}^{cd}\left(C_{cda}+C_{dca}\right)+C_{\ cd}^{c}\left(C_{ab}^{\ \ d}+C_{ba}^{\ \ d}\right)-{\frac {1}{2}}C_{b}^{\ cd}C_{acd}\right]}
这里结构常数的指标被 {\displaystyle \gamma _{ab}} 上升和下降了，不是 {\displaystyle x^{i}} 的函数。